# Brebeni (gmina)
Brebeni – gmina w Rumunii, w okręgu Aluta. Obejmuje miejscowości Brebeni i Teiușu. W 2011 roku liczyła 3016 mieszkańców.